# Planetal
Planetal est une commune allemande de l'arrondissement de Potsdam-Mittelmark, Land de Brandebourg.

## Géographie
Planetal se situe au nord du parc naturel du Hoher Fläming et au bord de la prairie de Belzig, dans la vallée de la Plane.
La commune comprend les quartiers de Dahnsdorf, Kranepuhl, Mörz et Locktow.
|            | Brück              | Linthe      |
| Bad Belzig | Planetal           | Mühlenfließ |
|            | Rabenstein/Fläming | Niemegk     |

Planetal se trouve sur la Bundesstraße 102.

## Histoire
La commune est née de la fusion volontaires des communes de Dahnsdorf, Kranepuhl, Mörz et Locktow en juillet 2002.

## Personnalités liées à la commune
- Johann Georg Neumann (1661-1709), théologien luthérien